# Battle Brothers
Battle Brothers — тактическая ролевая игра с открытым миром, разработанная и выпущенная немецкой студией Overhype Studios для платформы Microsoft Windows 24 марта 2017 года.

## Игровой процесс
В Battle Brothers игрок управляет отрядом наёмников в открытом мире, напоминающем средневековую Европу. Карта мира с различными поселениями, лагерями разбойников и руинами генерируется каждый раз случайным образом при начале новой игры. Мир игры живёт своей жизнью — по нему перемещаются другие отряды, поселения могут быть разграблены и уничтожены, контракты формируются с учётом происходящих событий. В поселениях игрок может нанять новых солдат для своего отряда.
В игре существует глобальные события (кризисы поздней стадии игры), оказывающие существенное влияние на игровой мир:
- Война трёх благородных домов
- Вторжение зеленокожих (кланы гоблинов и орков)
- Нашествие нежити
- Священная война

Каждый боец получает по итогу сражений очки опыта, которые игрок может потратить на повышение характеристик и получение новых навыков (перков). Наёмники могут легко и необратимо погибнуть в бою, поэтому каждое сражение является рискованным. По мере развития игрок может определять цели для своего отряда: заработать золото, поступить на службу к благородному дому, набрать 12 бойцов/победить отряд из 12 бойцов и т. д.; их достижение оказывает положительное влияние на мораль отряда.
Игровые солдаты являются живыми людьми, которых в бою могут убить и серьёзно ранить (то есть понизить характеристики воина). Каждый из игровых персонажей имеет собственную биографию, набор базовых характеристик, скорость обучения, индивидуальные особенности. Бойцы не могут выбрать конкретный класс развития, хотя игрок может обучить специализированного воина (например лучника или бойца первой линии, обладающего повышенным здоровьем и опытом использования тяжёлого оружия и щита).
В игре широкий выбор оружия для дальнего и ближнего боя, а также средств защиты, которые можно комбинировать под конкретную тактику и противников. Для разного типа оружия имеются собственные удары, на вероятность нанесения урона влияют состояние доспехов, ранения, мораль, оружие, характеристики, специальные способности, время суток, погодные условия, рельеф и т. д.
Битвы являются весьма жестокими: после пропущенного удара во все стороны брызжет кровь, бойцы покрываются ссадинами и кровоподтёками, на поле боя остаются трупы поверженных противников. Сами персонажи представлены в качестве погрудных бюстиков-фишек (схожих с шахматными фигурами), являющих индивидуальность всех бойцов и используемое ими снаряжение.

## Разработка
| Сводный рейтинг       | Сводный рейтинг |
| Агрегатор             | Оценка          |
| --------------------- | --------------- |
| Metacritic            | 84 / 100        |
| «Критиканство»        | 86 / 100        |
| Иноязычные издания    |                 |
| Издание               | Оценка          |
| PC Gamer (UK)         | 84 / 100        |
| Русскоязычные издания |                 |
| Издание               | Оценка          |
| Riot Pixels           | 84 %            |

Предварительная версия игры была выпущена в раннем доступе в сети цифровой дистрибуции Steam 2 мая 2015 года; ранее демо-версия распространялась через сайт разработчиков. 24 марта 2017 в Steam вышла окончательная версия игры. Среди источников вдохновения разработчики называли такие игры, как X-COM: UFO Defense, Jagged Alliance, Warhammer: Shadow of the Horned Rat и Mount & Blade.
10 октября 2017 года вышло бесплатное дополнение «Lindwurm» (рус. Линдворм), добавляющее в игру одноимённое существо и связанные с ним аспекты (механика боя, сокровище, ингредиенты, баннер и т. п.).
20 ноября 2018 года вышло первое платное дополнение «Beasts and exploration». Игровой мир был расширен за счёт новых локаций, дополнительных видов зверей и боссов, новых видов вооружения и контрактов, а также возможности кастомизации и крафта (так, из шкур поверженных монстров можно сделать элемент снаряжения).
9 мая 2019 года вышло второе платное дополнение «Warriors of the North» (рус. Воины севера). Появилась новая фракция северных варваров, новый тип контрактов и монстры, появились дополнительные локации. Также была введена система предысторий (англ. Origins), дающая отряду игрока десять различных стартовых условий при новой игре (например, браконьеры имеют повышенную скорость передвижения с меньшей вместительностью инвентаря. В то же время культисты приносят соратников в жертву своему богу Давкулу, за что получают от него дары).
18 января 2020 года было анонсировано третье платное дополнение «Blazing Deserts» (рус. Пылающие пустыни), которое должно добавить новую нацию (основанную на средневековых арабах и персах), игровые механики, регионы и локации (джунгли и пустыни), тип кризиса (религиозные беспорядки).
11 марта 2021 года состоялся релиз версии для Nintendo Switch.
13 января 2022 года игра вышла на консолях PlayStation 4 и PlayStation 5, Xbox Series X/ S и Xbox One.
На 10 марта 2022 года был запланирован выход бесплатного DLC «Of Flesh and Faith» (рус. Плотью и верой) которое добавит два новых происхождения (Поклявшиеся и Анатомисты), а также набор событий и снаряжений.

## Критика
Ряд обозревателей отмечали сходство игры с Mount & Blade (отсутствие глобальной сюжетной цели, режим песочницы, вражеские/нейтральные отряды и возможность их выслеживания, вид сверху на глобальной карте).
Обозреватель PC Gamer Иэн Бербаум высоко оценил игру, особо оценив предоставляемую игроку свободу и баланс Battle Brothers; он сравнил вызываемые игрой ощущения с Mount & Blade или телесериалом «Светлячок», а также уподобил её «хорошо сбалансированной настольной игре». Недостатками игры он счёл практическое отсутствие какого-либо обучения, которое помогло бы новичкам разобраться в игре, а также неудобные меню для управления снаряжением отряда.
Оценка критика Riot Pixels Snorа составила 84 %. Он похвалил систему менеджмента, отметив, что в игре автоматизировано всё, что может надоедать игроку, и назвал битвы «великолепными», особо отметив тактические возможности, такие как важность правильного построения типа стены щитов, влияние рельефа и времени суток, но покритиковав однообразие заданий и скудность текстовых вставок, оживляющих мир игры.
От обозревателя украинского сайта itc.ua Олега Данилова игра получила оценку 4,5 балла. Похвалив игру за игровой процесс, разнообразие лута и тактическую и ролевую составляющие, он подверг критике повторяющиеся задания, минималистичный размер сюжета и графическое оформление.

## Продажи
Летом 2018 года, благодаря уязвимости в защите Steam Web API, стало известно, что точное количество пользователей сервиса Steam, которые играли в игру хотя бы один раз, составляет 139 426 человек.